# بشير مشيري
بشير مشيري هو لاعب كرة قدم جزائري في مركز الهجوم، ولد في 5 يوليو 1964 في وهران في الجزائر. لعب مع مولودية الجزائر.